# Amaryllis belladonna
Amaryllis belladonna L. è una pianta bulbosa della famiglia delle Amaryllidaceae.

## Etimologia
Il nome generico Amaryllis è stato adottato da Linneo, sulla base del latino Ămăryllis, nome proprio usato da Virgilio. L'epiteto specifico, belladonna, fu usato per la prima volta da Pier Andrea Mattioli nel XVI secolo. Ci sono molti nomi comuni in tutto il mondo, ad esempio nelle Azzorre, in Portogallo, un nome è Meninas Para Escola (ragazze che vanno a scuola) riferendosi ai fiori che sbocciano quando le ragazze con le loro uniformi rosa stanno iniziando il nuovo anno scolastico.

## Descrizione
La pianta ha il bulbo sferico e marrone, le foglie sono lunghe e verdi, mentre i fiori possono essere rosa, rosa scuro e bianchi. I fiori sono profumati. La pianta non sopporta il travaso e quindi fiorisce l'anno successivo, ma può produrre facilmente le foglie.

## Distribuzione e habitat
La specie si trova in crescita tra le rocce ed è originaria della Provincia del Capo in Sudafrica, ma ampiamente coltivata come ornamentale. Secondo quanto riferito, è stato naturalizzato in molti luoghi: Corsica, Portogallo, Azzorre, Madera, Isole Canarie, Zaire, Isola dell'Ascensione, Australia, Nuova Zelanda, Messico, Cuba, Haiti, Repubblica Dominicana, Cile, California, Texas, Louisiana, Mississippi e Juan Fernández Islands.

## Coltivazione

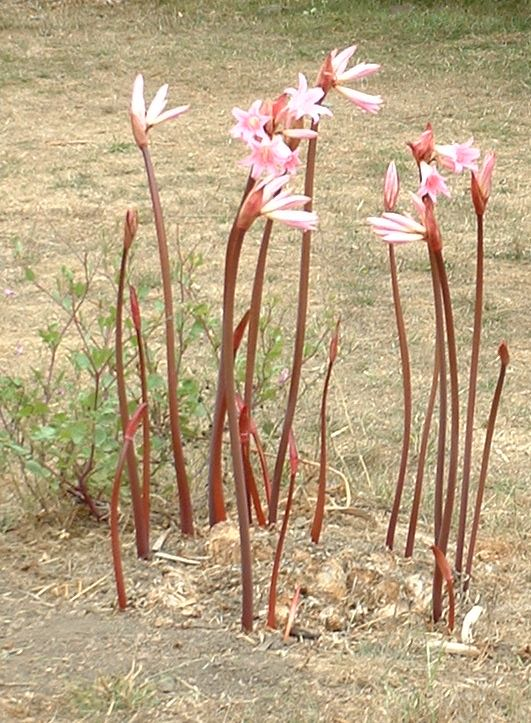
Delle piante in California

I bulbi sono piantati meglio appena sotto la superficie del terreno, con il collo del bulbo a livello della superficie. Nei climi più freddi sono necessari mulching o sollevamento e svernamento. I bulbi possono essere propagate dagli offset e richiedono poca irrigazione e sono resistenti alla siccità.

## Galleria d'immagini

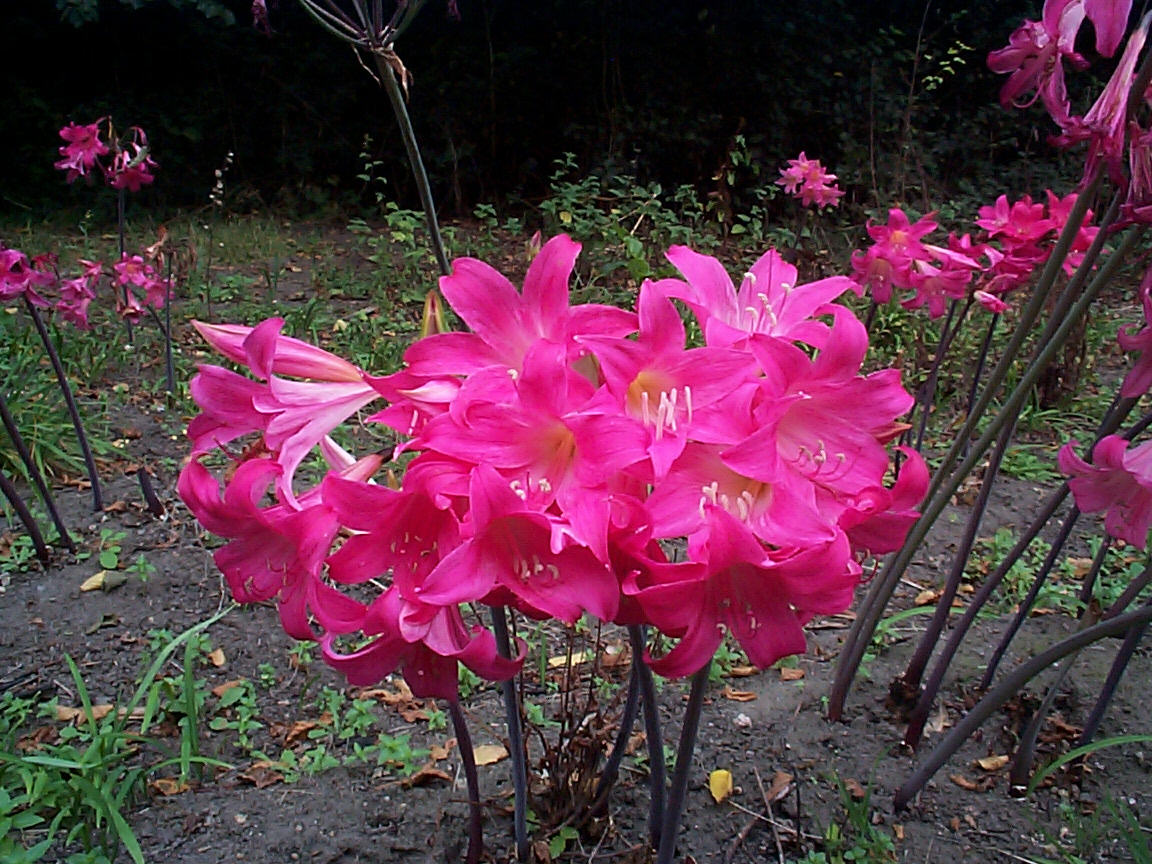
Cultivar rosa scuro
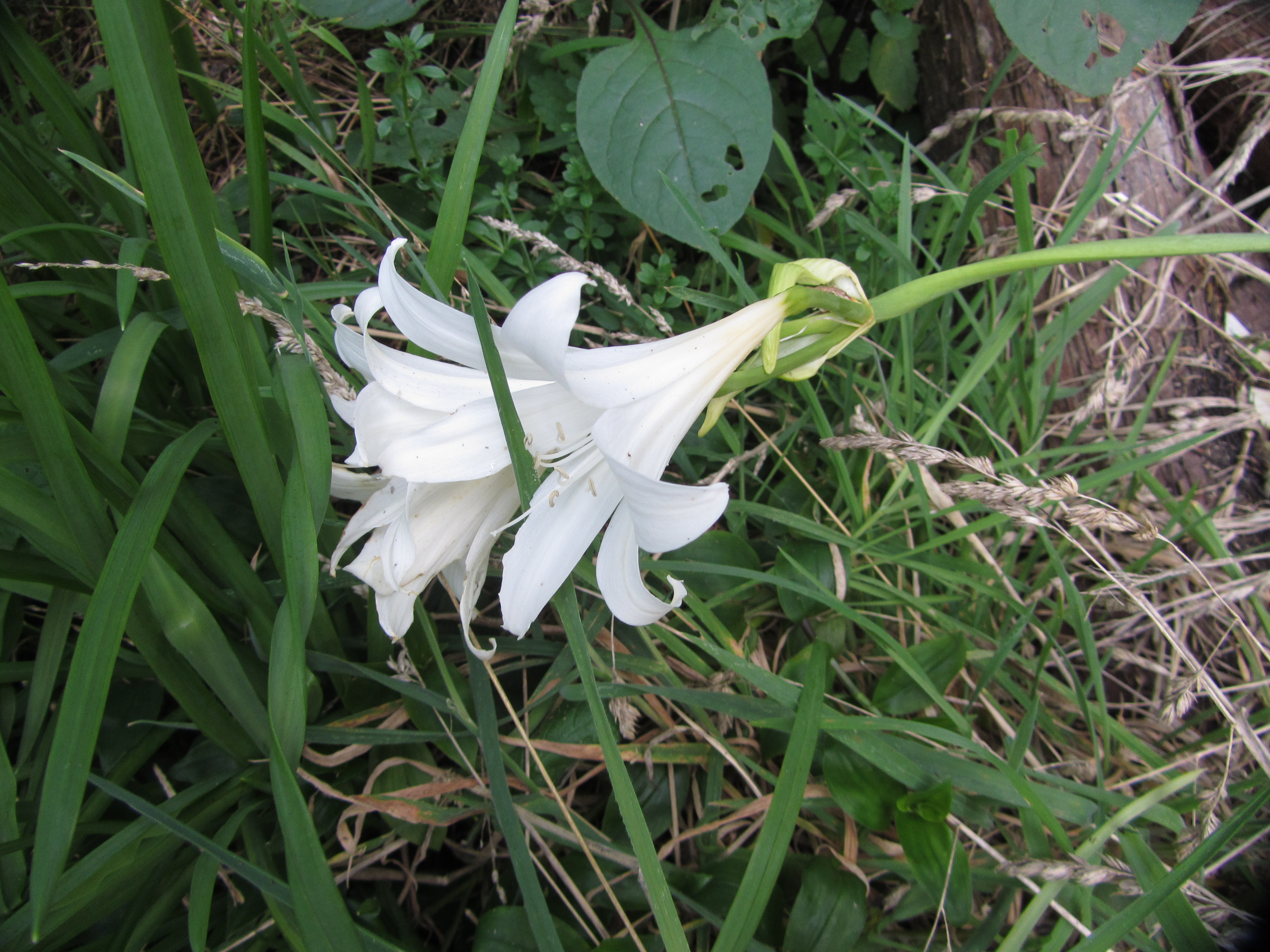
Cultivar bianco
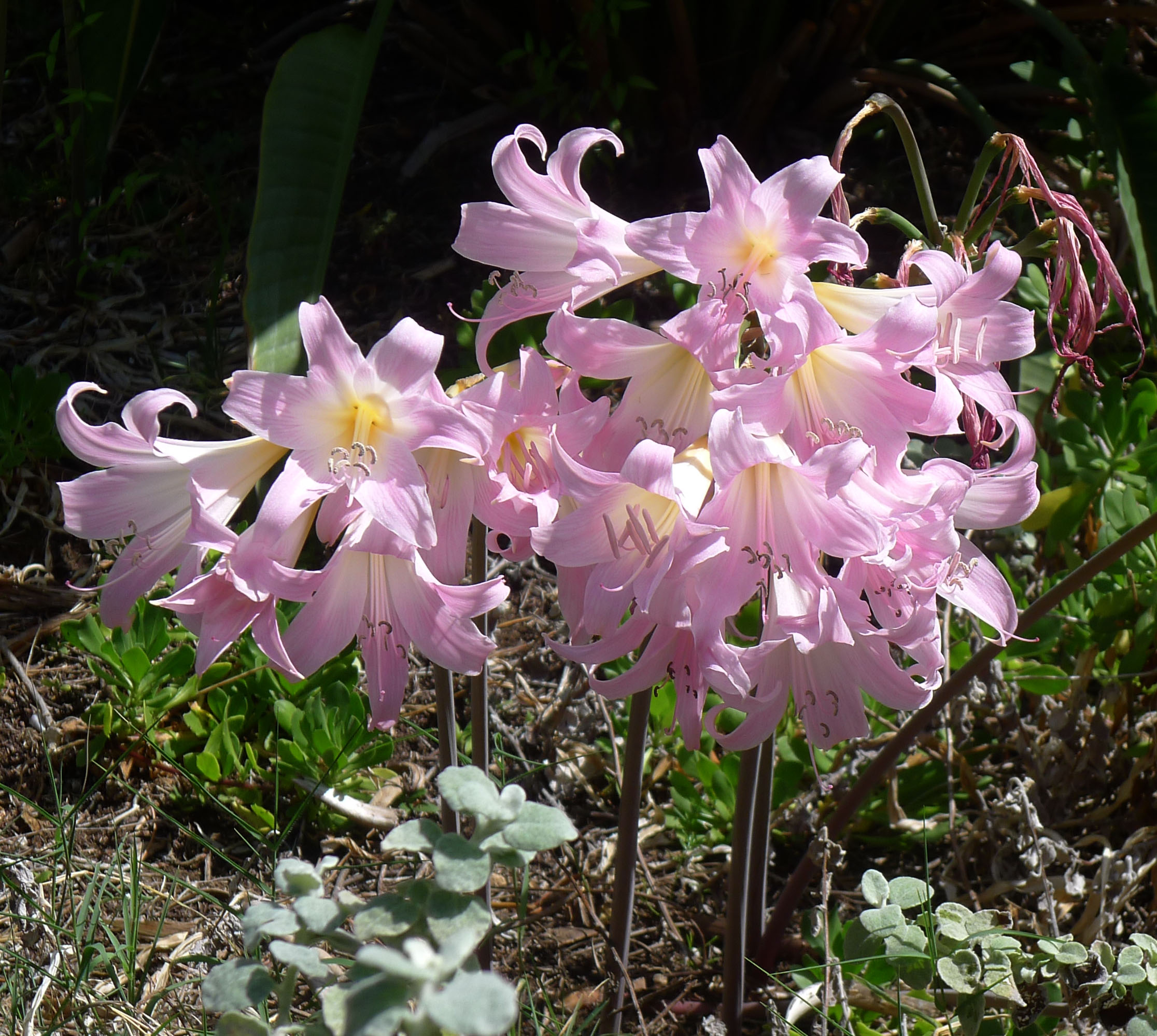
Cultivar rosa
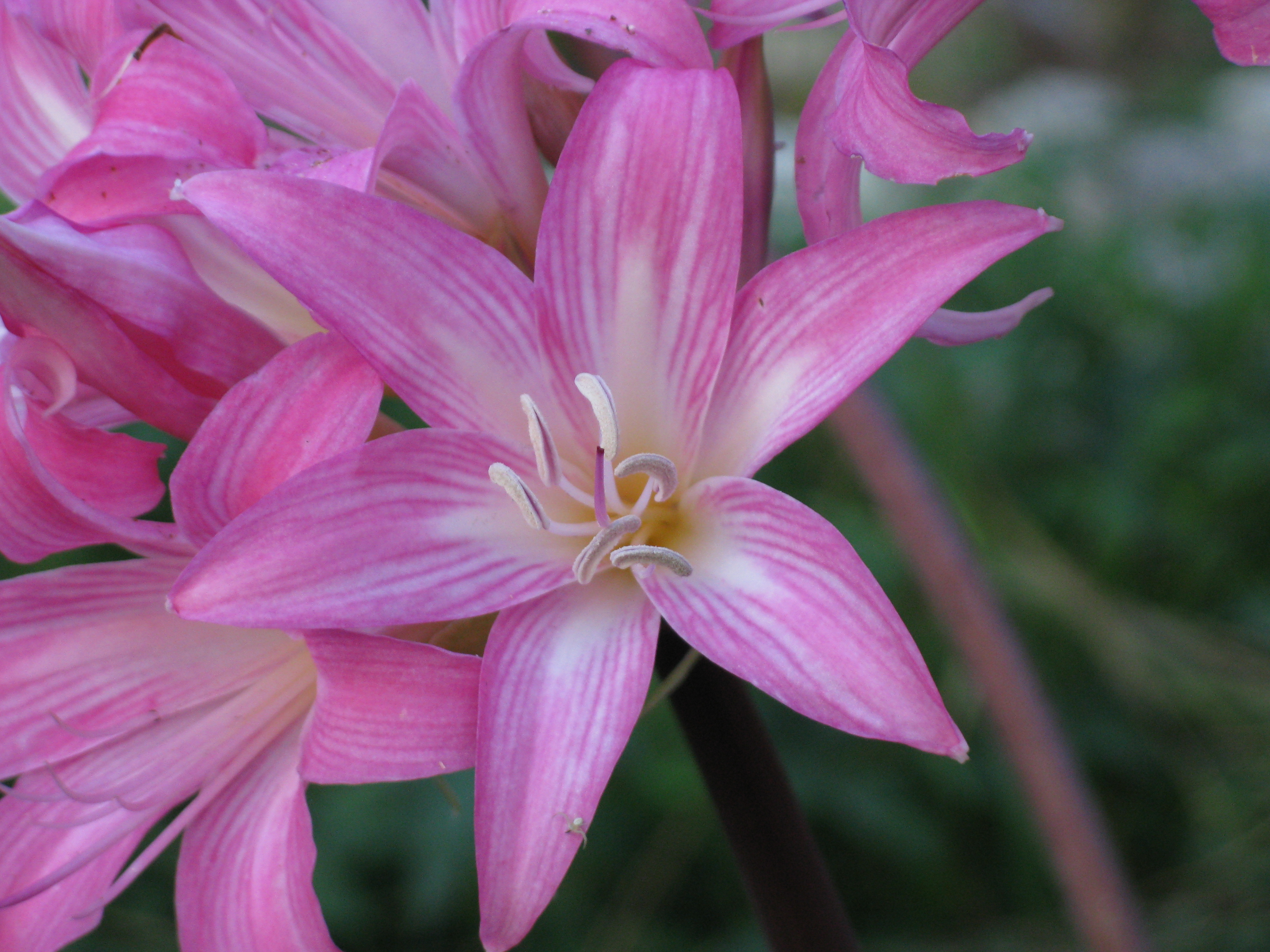
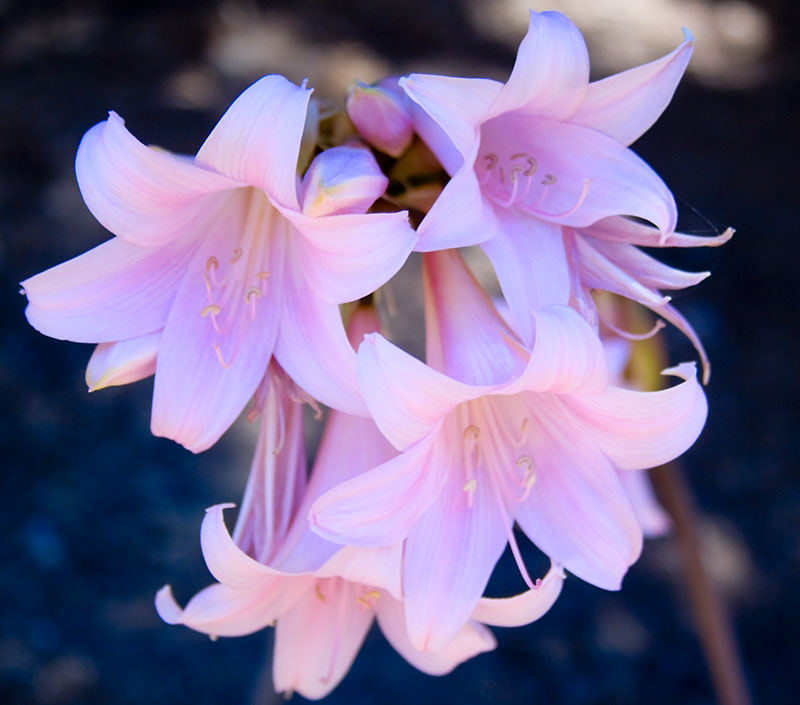
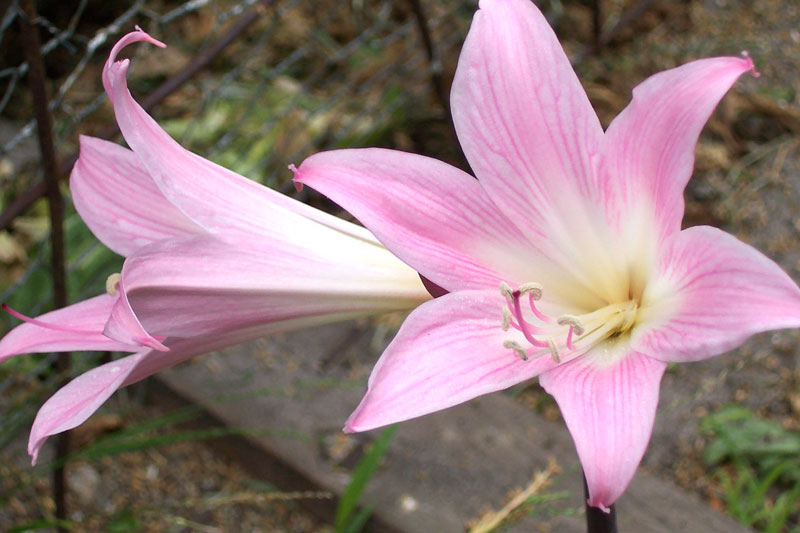
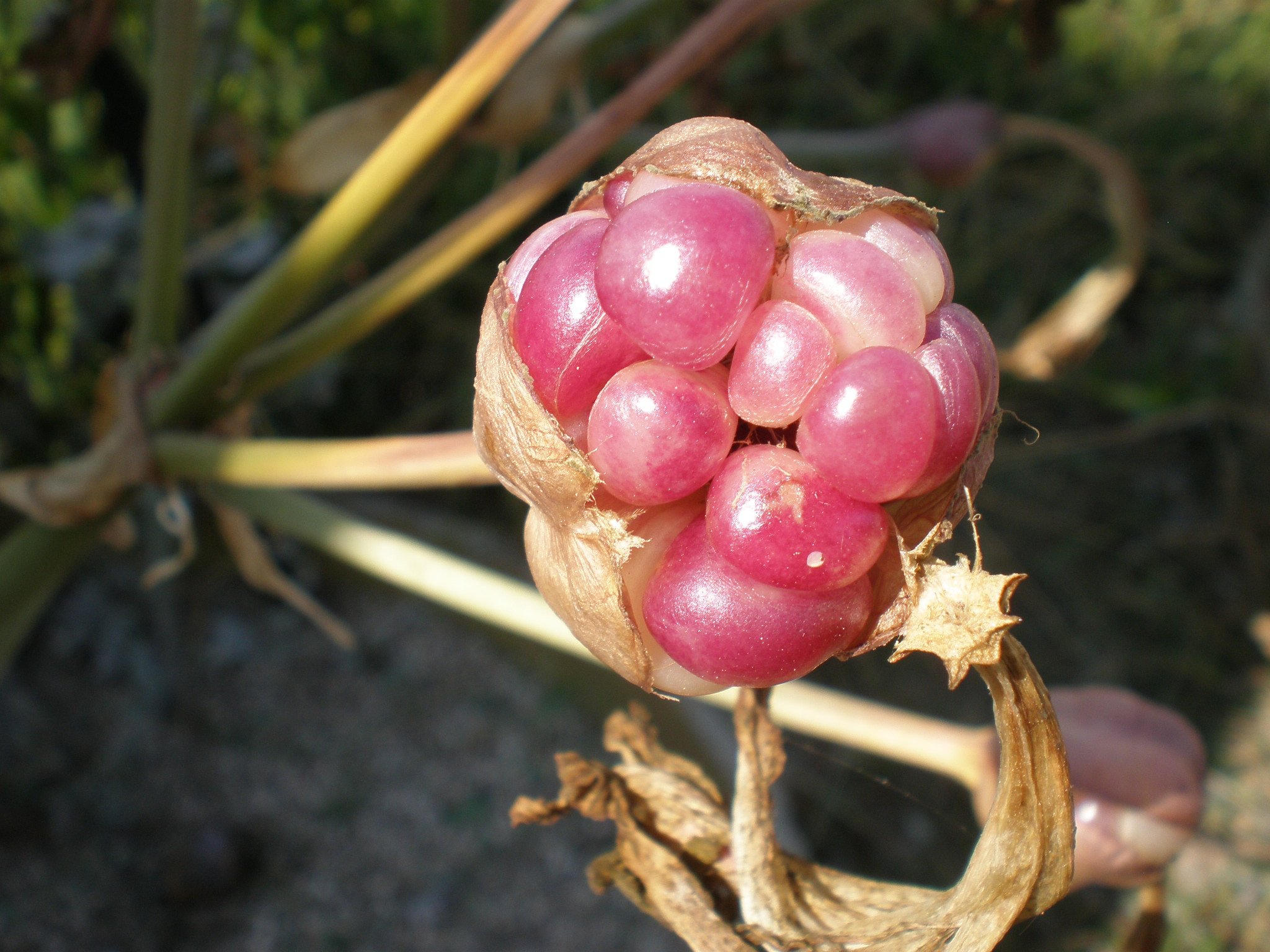
Il frutto